# یواس‌اس ویاندوت (۱۸۵۳)
یواس‌اس ویاندوت (۱۸۵۳) (به انگلیسی: USS Wyandotte (1853)) یک کشتی بود. این کشتی در سال ۱۸۵۳ ساخته شد.